# والتر جنینگز (بازیکن فوتبال )
والتر جنینگز (انگلیسی: Walter Jennings; ۲۰ اکتبر ۱۸۹۷ – ۱۵ نوامبر ۱۹۷۱) بازیکن فوتبال بود.
از باشگاه‌هایی که در آن بازی کرده‌است می‌توان به باشگاه فوتبال گریمزبی تاون اشاره کرد.